# Szczecinek
Szczecinek, dawniej Nowy Szczecin (niem. Neustettin) – miasto w północno-zachodniej Polsce, na Pomorzu Zachodnim, w województwie zachodniopomorskim, siedziba władz powiatu szczecineckiego i gminy wiejskiej Szczecinek.  
W Szczecinku mieści się siedziba Regionalnej Dyrekcji Lasów Państwowych, obejmującą zasięgiem 30 nadleśnictw z terenu byłych województw koszalińskiego i słupskiego. Miasto na Pojezierzu Drawskim, położone pomiędzy trzema jeziorami: Trzesiecko, Wielimie i Wilczkowo. Założony w 1310 roku przez księcia Warcisława IV od razu otrzymał prawa miejskie. 
W Szczecinku krzyżują się droga krajowa nr 11, w tym odcinek drogi ekspresowej S11 i nr 20, a swój bieg rozpoczyna droga wojewódzka nr 172. Miasto jest też istotnym węzłem kolejowym, łącząc trasy nr 210, 404 i 405.
Według danych GUS z 30 czerwca 2021 r., Szczecinek liczył 39 705 mieszkańców i był pod względem liczby ludności szóstym miastem w województwie zachodniopomorskim. Z końcem 2021 roku liczba ludności wynosiła 38 148.

## Położenie

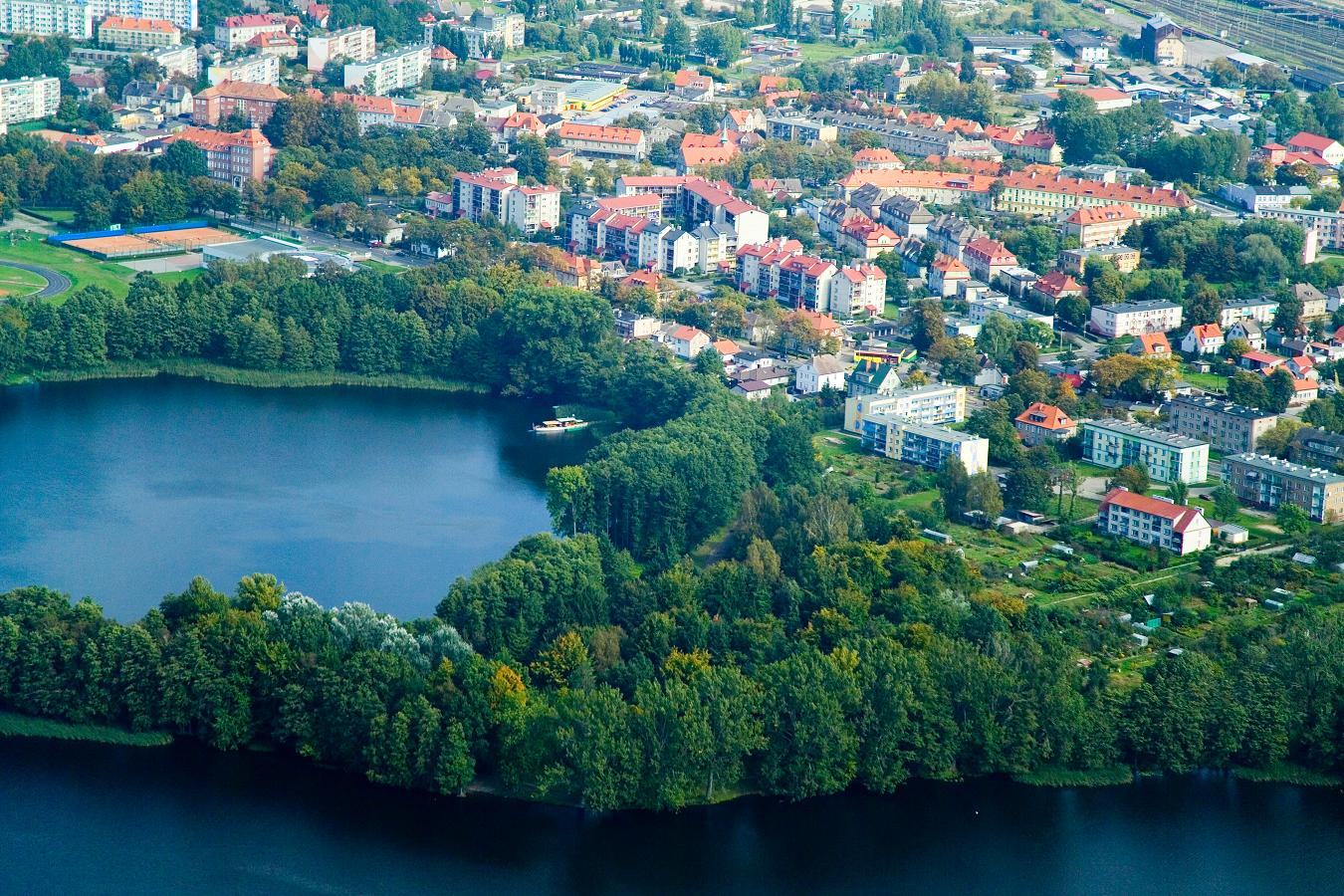
Szczecinek z lotu ptaka

Szczecinek leży we wschodniej części województwa zachodniopomorskiego, w powiecie szczecineckim.
Według danych z 1 stycznia 2014 r. powierzchnia miasta wynosiła 48,48 km².
Miasto znajduje się na pograniczu dwóch mezoregionów – we wschodniej części Pojezierza Drawskiego i północnej części Pojezierza Szczecineckiego (regiony te należą z kolei do dwóch różnych makroregionów).
Historycznie miasto jest położone na Pomorzu Zachodnim.
W 2010 roku miasto graniczyło z następującymi wsiami położonymi w gminie wiejskiej Szczecinek: Gałowo, Marcelin, Godzimierz, Turowo, Parsęcko, Buczek/Żółtnica.

## Środowisko naturalne
Lasy Nadleśnictwa Szczecinek położone są w województwach zachodniopomorskim i pomorskim na terenie gmin: Szczecinek, Biały Bór, Borne Sulinowo, Bobolice i Grzmiąca. Powierzchnia Nadleśnictwa wynosi 580 km².
Rzeźba terenu jest bardzo urozmaicona i zróżnicowana. Wyróżnia się różnymi formami geologicznymi pochodzenia polodowcowego, takimi jak: morena czołowa, pole sandrowe oraz równina denno-morenowa z licznymi drobnymi i płytkimi zagłębieniami, rynnami i oczkami.
| Rodzaj                       | Powierzchnia | %      |
| ---------------------------- | ------------ | ------ |
| Użytki rolne                 | 1268 ha      | 34,12% |
| Lasy i grunty leśne          | 658 ha       | 17,71% |
| Pozostałe grunty i nieużytki | 1790 ha      | 48,17% |
| Razem                        | 3 716 ha     | 100%   |

Pod względem geomorfologicznym jest to obszar południowego skłonu strefy wzniesień czołowo-morenowych głównego ciągu pomorskiego, zajęty przez rozległe równiny sandrowe i płaty wysoczyzn morenowych z licznymi jeziorami, dolinami rzek i zagłębieniami wytopiskowymi. Miasto usytuowane jest na przesmyku pomiędzy jeziorami Wielimie, Trzesiecko i Wilczkowo, połączonych rzeką Nizicą. Teren w obrębie granic administracyjnych miasta jest bardzo urozmaicony pod względem form geomorfologicznych i wznosi się od 132 do 160 m n.p.m.

### Warunki wodne

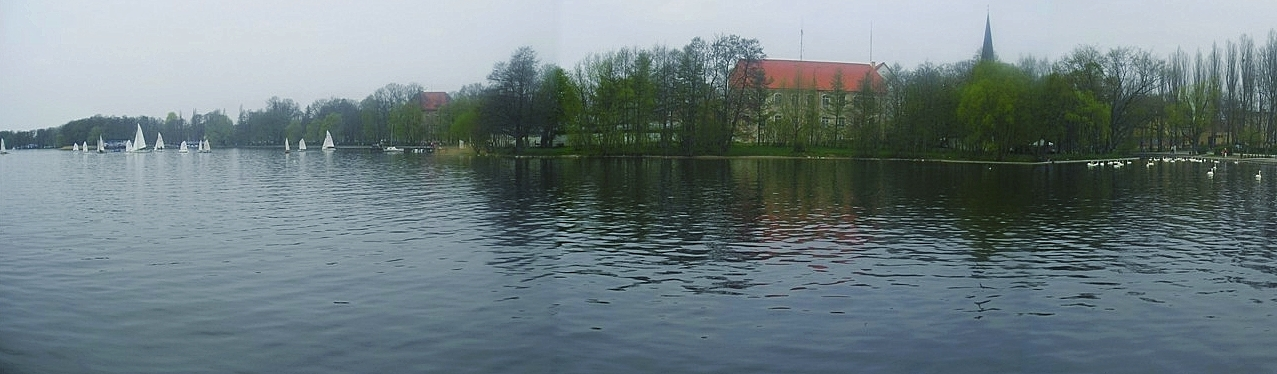
Panorama miasta od strony jez. Trzesiecko w tle, na wprost skrzydło Zamku Książąt Pomorskich

Wody powierzchniowe stanowią element krajobrazowy Szczecinka – są nośnikami życia biologicznego, wpływają w istotny sposób na klimat lokalny. Do największych należą jeziora Trzesiecko i Wielimie (wody poza granicami miasta) oraz rzeka Nizica.
Jezioro Trzesiecko jest typowym jeziorem rynnowym o dostępnych, wysokich na ogół brzegach. Rzeka Nizica łączy je, płynąc poprzez centrum miasta, z jednym z największych na Pomorzu jeziorem Wielimie. W lesie Czarnobór znajduje się Jezioro Leśne.
Do pozostałych cieków wodnych należą kanały: Radacki, Wilczy, Zachodni oraz potoki: Lipowy, Święty, Mulisty.

### Klimat
Miasto Szczecinek usytuowane jest w centralnej części pomorskiej dzielnicy klimatycznej, charakteryzującej się stosunkowo chłodnym latem i dość łagodną zimą. Średnia roczna wielkość opadów wynosi 600–700 mm. Przeważają wiatry zachodnie i północno-zachodnie.
Warunki fizjograficzne, a zwłaszcza usytuowanie miasta w obniżeniu na przesmyku między dwoma jeziorami i występujące tereny bagienne, modyfikują w pewnym stopniu warunki meteorologiczne. Rejon Szczecinka charakteryzuje się zwiększoną wilgotnością powietrza, częstym zaleganiem mgieł, stosunkowo słabymi wiatrami i dość dużą liczbą dni bezwietrznych. Najmniej korzystne warunki klimatu lokalnego posiadają obniżenia terenowe bagienne i podmokłe (rejon śródmieścia w kierunku jeziora Wielimie), znacznie korzystniejsze – wyniesione partie wysoczyzny morenowej i sandru.

### Przyroda

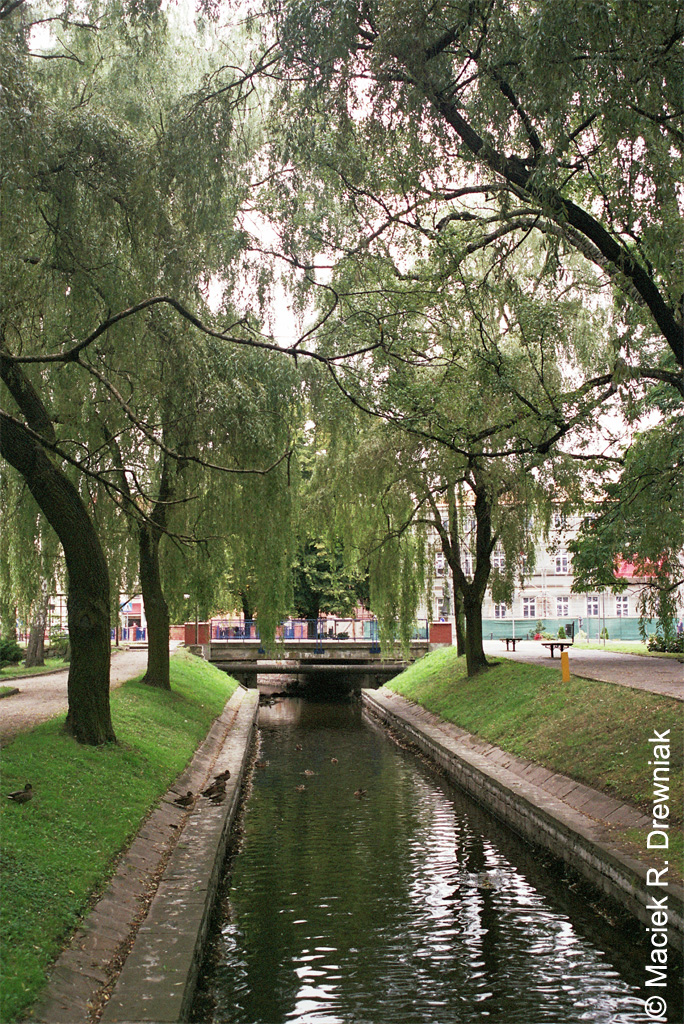
Park miejski

Szatę roślinną miasta stanowią kompleksy leśne, zbiorowiska naturalnej roślinności zielnej, kośne łąki i pastwiska oraz zieleń miejska urządzona. Lasy zajmują obszar 676 ha, tj. około 18% powierzchni ogólnej w granicach administracyjnych miasta i występują przede wszystkim w zwartym kompleksie w południowej części.
Do najwartościowszych pod względem zasobów należy las Czarnobór, reprezentujący zróżnicowane, na ogół żyzne siedliska lasu świeżego i lasu świeżego mieszanego (drzewostany z przewagą buka) oraz boru świeżego mieszanego. Pozostałe kompleksy leśne reprezentują mniej żyzne siedliska: lasu świeżego mieszanego na brzegach jeziora Trzesiecko, ubogie siedliska boru świeżego na sandrze (przy drodze do osiedla Trzesieka) oraz lasu bagiennego nad jeziorem Wielimie. Poza wartościami biologicznymi są one podstawowym czynnikiem utrzymującym równowagę ekologiczną, spełniają role ochronną jako lasy wodochronne i glebochronne, ostoje zwierząt i ptactwa. Naturalna roślinność zielna występuje w bagiennych partiach brzegów jeziora Wielimie, tworząc charakterystyczne zbiorowiska bagienne i torfowiskowe oraz szuwary przybrzeżne. Mniejsze zbiorowiska roślinne tego typu występują w niektórych partiach brzegowych jeziora Trzesiecko oraz w obniżeniach podmokłych na sandrze i wysoczyźnie morenowej – towarzyszą im łąki i pastwiska użytkowane rolniczo.
Miejskie obszary zielone:
- Park Miejski w Szczecinku wzdłuż jeziora Trzesiecko
- Park Leśników przy ul. Kołobrzeskiej
- Lasek Zachodni
- Małpi Gaj
- Las Miejski

19 grudnia 2012 w celu zachowania wartości przyrodniczych, naukowych, krajobrazowych, kulturowych i historyczno-pamiątkowych oraz wyróżniających, na tle innych drzew, okazałych rozmiarów, Rada Miejska ustanowiła dwa nowe pomniki przyrody rosnące na obszarze parku miejskiego:
- drzewo gatunku dąb szypułkowy o obwodzie na wys. 1,3 m – 395 cm, wysokość – 23 m, położenie – bezpośrednie sąsiedztwo stadionu piłkarskiego im. Kazimierza Czesława Lisa przy ul. Piłsudskiego 3
- drzewo gatunku dąb szypułkowy o obwodzie na wys. 1,3 m – 336 cm, wysokość – 23 m, położenie – bezpośrednie sąsiedztwo stadionu piłkarskiego im. Kazimierza Czesława Lisa przy ul. Piłsudskiego 3[11].

## Symbole i nazwa miasta

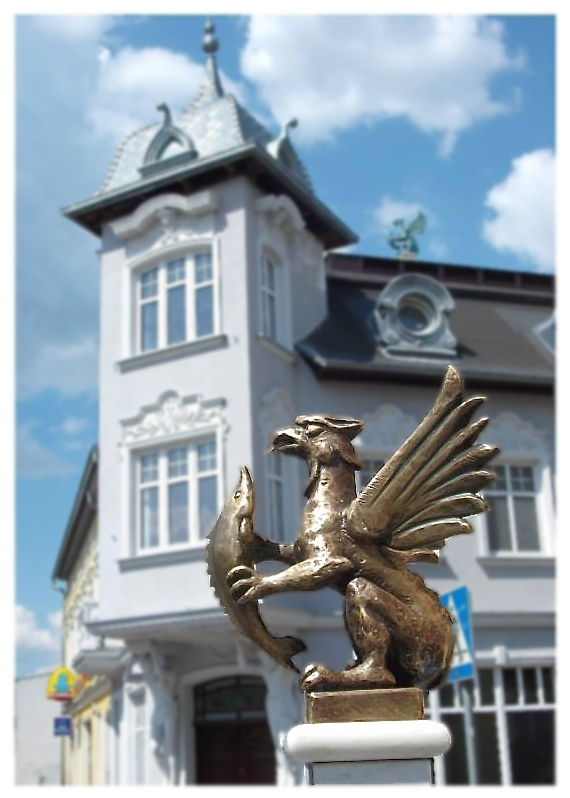
Gryf szczecinecki

### Herb
W herbie miasto otrzymało czarnego książęcego gryfa na złotym polu (gryf kaszubski) odwróconego w prawo (według stron heraldycznych), oraz srebrną rybę – prawdopodobnie jesiotra, już w średniowieczu osobliwość tutejszych jezior.

### Nazwa miasta
Dawna (obowiązywała do 1946) nazwa miasta Nowy Szczecin wyraźnie nawiązywała do Szczecina, stolicy księstwa pomorskiego, przed jego podziałem w roku 1295.

### Hejnał
W 1978 roku władze miejskie Szczecinka uznały fragment utworu „Powróciłaś do nas ziemio” autorstwa Henryka Łabędy jako oficjalną melodię hejnału, który odtąd jest słyszany z głośników rozstawionych z czterech stron wieży ratusza codziennie w południe. 

## Historia
We wczesnym średniowieczu na Wzgórzu Przemysława (zwanym też Wzgórzem Bismarcka) istniał gród. Dwa inne grodziska „Trzesieka” i „Zamek” położone były nad brzegiem jeziora. Wszystkie one uległy zniszczeniu na początku XII w., być może w okresie walk Bolesława Krzywoustego o Pomorze.
Przełom XIII i XIV wieku to na Pomorzu czas ekspansji Brandenburgii. Dla przeciwstawienia się jej książę wołogoski Warcisław IV w 1310 r. założył miasto Nowy Szczecin – dziś Szczecinek. Miasto powstało na południe od istniejącej już osady rybackiej Kiecz położonej u brzegów jeziora Wielimie. Teren przeznaczony na lokację był wybitnie obronny, otoczony wodami dwóch jezior, rzekami i bagnami. W XIV wieku miasto było stolicą jednej z dzielnic księstwa wołogosko-słupskiego.
Zmiana dróg handlowych z Pomorza do Wielkopolski, na skutek przyłączenia w roku 1368 Drahimia do Polski, podcięła nadzieję na gospodarczą pomyślność Szczecinka.
W wyniku podziału księstwa między braci w roku 1368, Szczecinek przypadł wraz z okręgiem Warcisławowi V. Księstwo szczecineckie przetrwało do jego śmierci w 1390 r.
W okresie wojen polsko-krzyżackich, na zamku w Szczecinku odbyły się dwa zjazdy: w 1409 i 1423 r. Uczestniczyli w nich książęta pomorscy, mistrzowie krzyżaccy, a w drugim także Eryk Pomorski król Danii, Szwecji i Norwegii.
W latach 1581–1592 nasiliły się walki z „czarownicami”. W tym czasie spalono za „czary” prawie 30 osób. Prowadzona w XVI wieku kolonizacja niemiecka wyparła z miasta rdzenną ludność kaszubską, miasto było niszczone przez zarazy i pożary. W 1601 profesor Krzysztof Butelius z Torunia założył polską szkołę, w 1628 miasto liczyło 1545 mieszkańców.

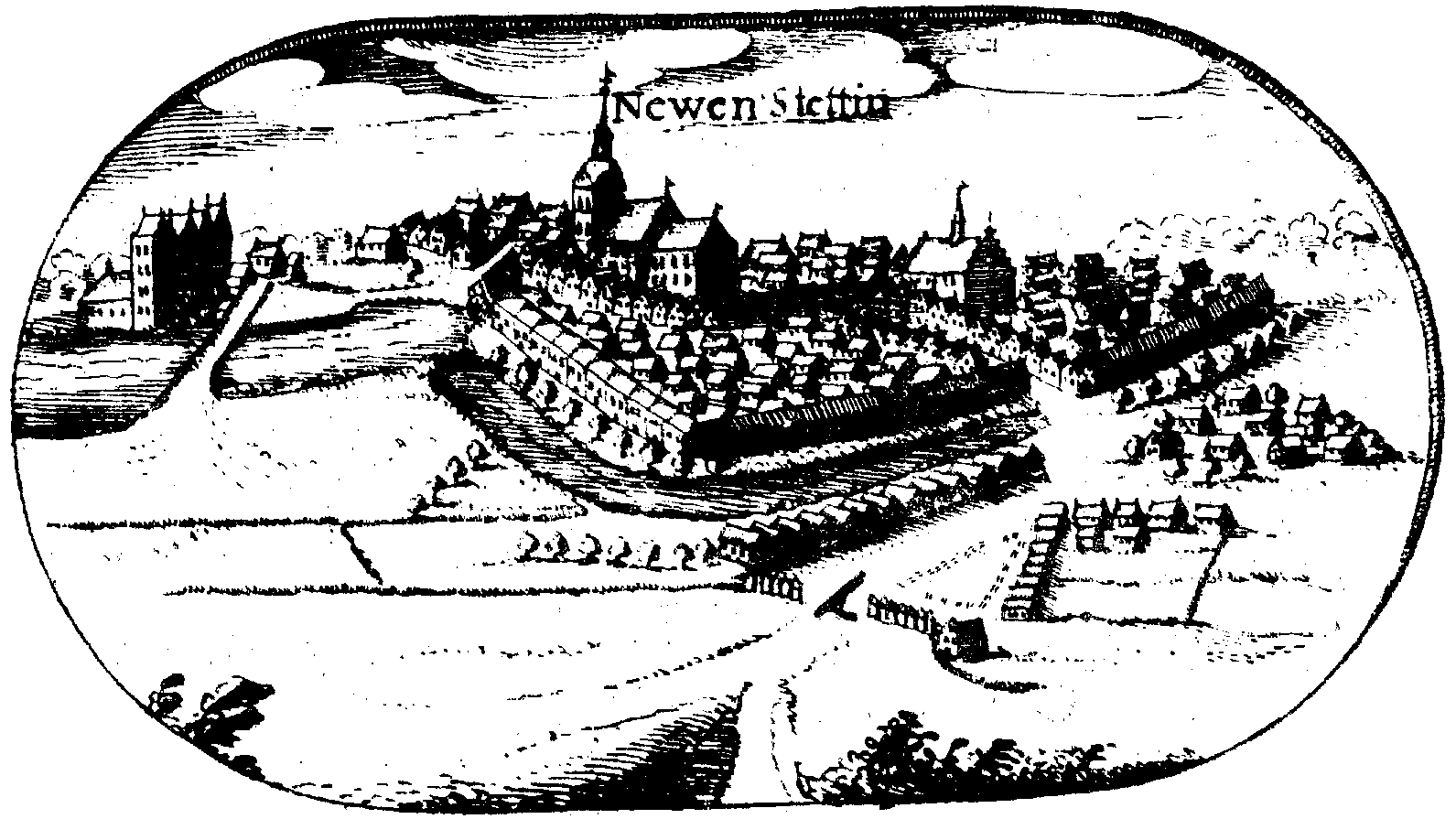
Rycina miasta Szczecinek z mapy Lubinusa – księstwa pomorskiego z 1618 roku

W pierwszej połowie XVII wieku zamek stanowił oprawę wdowią Gryfitów. Rezydowała tu najpierw księżna Anna (1606–1616), a po niej księżna Jadwiga (1622–1650), która ufundowała gimnazjum, jedno z pierwszych na zachodnim Pomorzu.
W okresie wojny trzydziestoletniej (1618–1648) przemarsze wojsk wszystkich walczących armii, rabunki, napady i choroby zubożyły ludność miasta. W tym okresie przybyli do Szczecinka francuscy hugenoci, którzy założyli podwaliny przemysłu tytoniowego i drobne zakłady rzemieślnicze. Od 1637 miasto znajdowało się pod panowaniem państwa brandenbursko-pruskiego, przekształconego w 1701 w Królestwo Prus, pozostając w niedużej odległości z trzech stron otoczonym terytorium Polski – od zachodu do 1657 (utrata Czaplinka przez Polskę) i od południa i wschodu do 1772 (I rozbiór Polski).
W 1724 r. utworzono powiat Neustettin.
W 1780–1784 obniżono znacznie wody jezior Wielimie i Trzesiecko, odsłaniając wiele gruntów. Szczecinek otrzymał połączenie z innymi miastami (w drugiej połowie XIX stał się węzłem kolejowym), zaczął się rozwijać przemysł, a liczba ludności wzrastać. Koniec XVIII wieku i wiek XIX to okres ożywienia gospodarczego, nastąpił rozwój sukiennictwa, handlu zbożem i drewnem, tkacze z Grudziądza rozpoczęli produkcję pasów wełnianych.

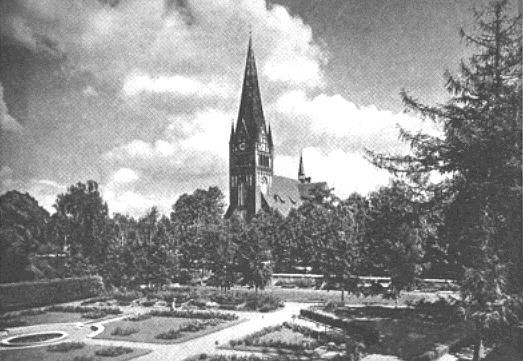
Kościół Mariacki w Szczecinku ok. 1908 r.

W wyniku przegranej przez Prusy IV wojny w lutym 1807 r. Szczecinek zajęły wojska napoleońskie. W ciągu następnych lat kwaterowały tu dziesiątki tysięcy żołnierzy. Katastrofa Wielkiej Armii i jej odwrót spod Moskwy miały swój finał w Szczecinku. W kilku zbiorowych mogiłach pochowano tu ponad 100 żołnierzy zmarłych z zimna i wyczerpania.
Od 1824 do 1832 dyrektorem tutejszego gimnazjum był Jan Samuel Kaulfuss, Polak, którego władze pruskie zmusiły do opuszczenia Poznania.
W 1878 uruchomiono połączenie kolejowe, w 1900 miasto liczyło 10 tysięcy mieszkańców, po 1920 stało się znanym i popularnym ośrodkiem turystycznym, do czego w dużym stopniu przyczyniły się uroczyste obchody 600-lecia Szczecinka. W czasach hitlerowskich wzniesiono w mieście dwa duże kompleksy koszar i system umocnień Wału Pomorskiego na zachód od miasta. Stąd we wrześniu 1939 r. ruszył na Polskę XIX Korpus Armijny gen. H. Guderiana. 
Miasto zostało zdobyte 27 lutego 1945 r. przez oddziały 32 Smoleńskiej Dywizji Kawalerii Gwardii pod dowództwem generała I. P. Kalużnego, po jednodniowej walce. Obecna nazwa została administracyjnie zatwierdzona 7 maja 1946.
Do 1954 częścią miasta były Marcelin, Godzimierz, Lipnica, Brzostowo i Raciborki. Raciborki do Szczecinka powróciły w 1959 roku. 1 stycznia 2010 roku w granice miasta zostały włączone Świątki oraz Trzesieka.

## Architektura

### Zabytki

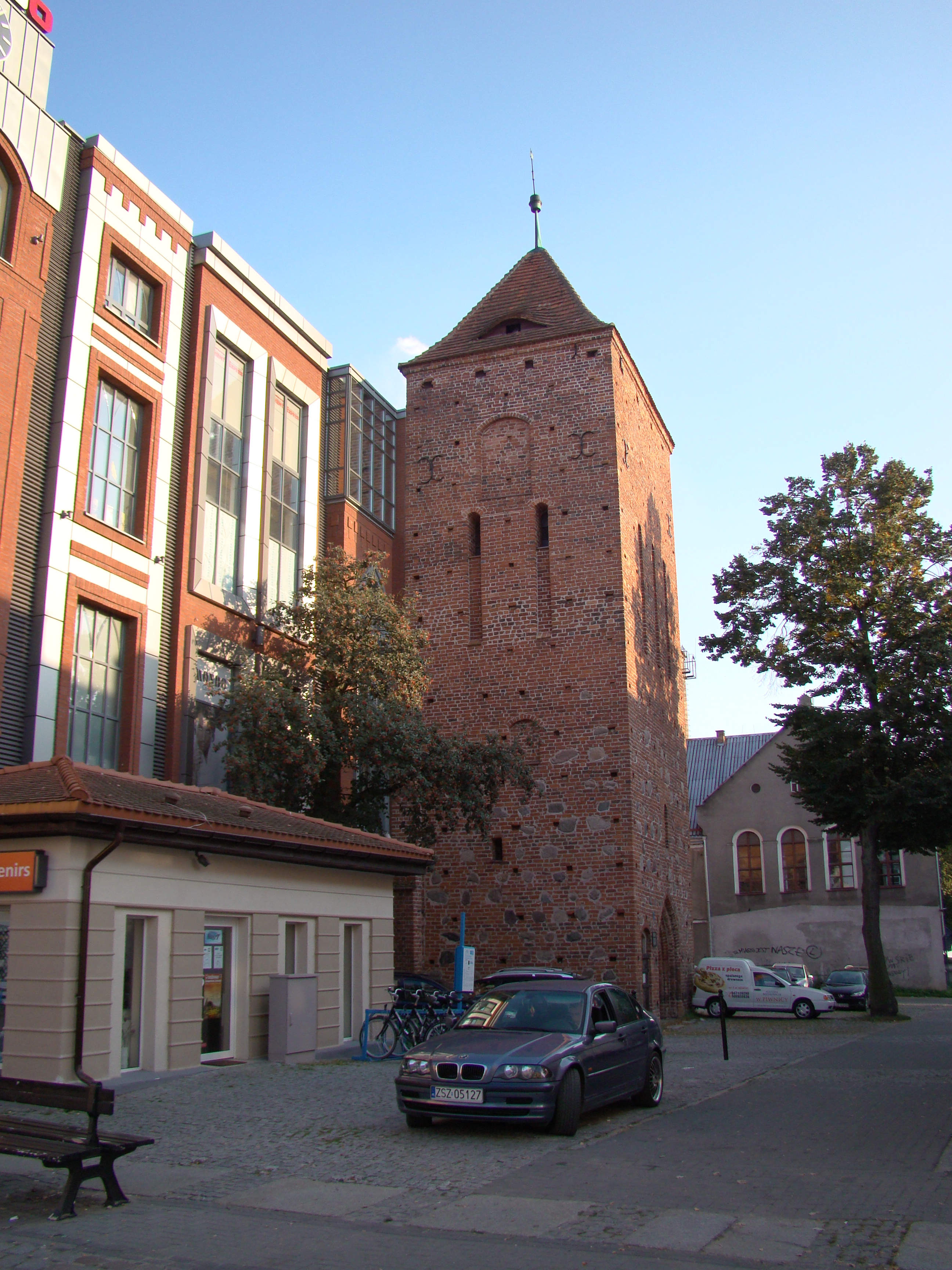
Wieża kościelna św. Mikołaja – ściana północna, dawne Muzeum Regionalne (XVI w.)

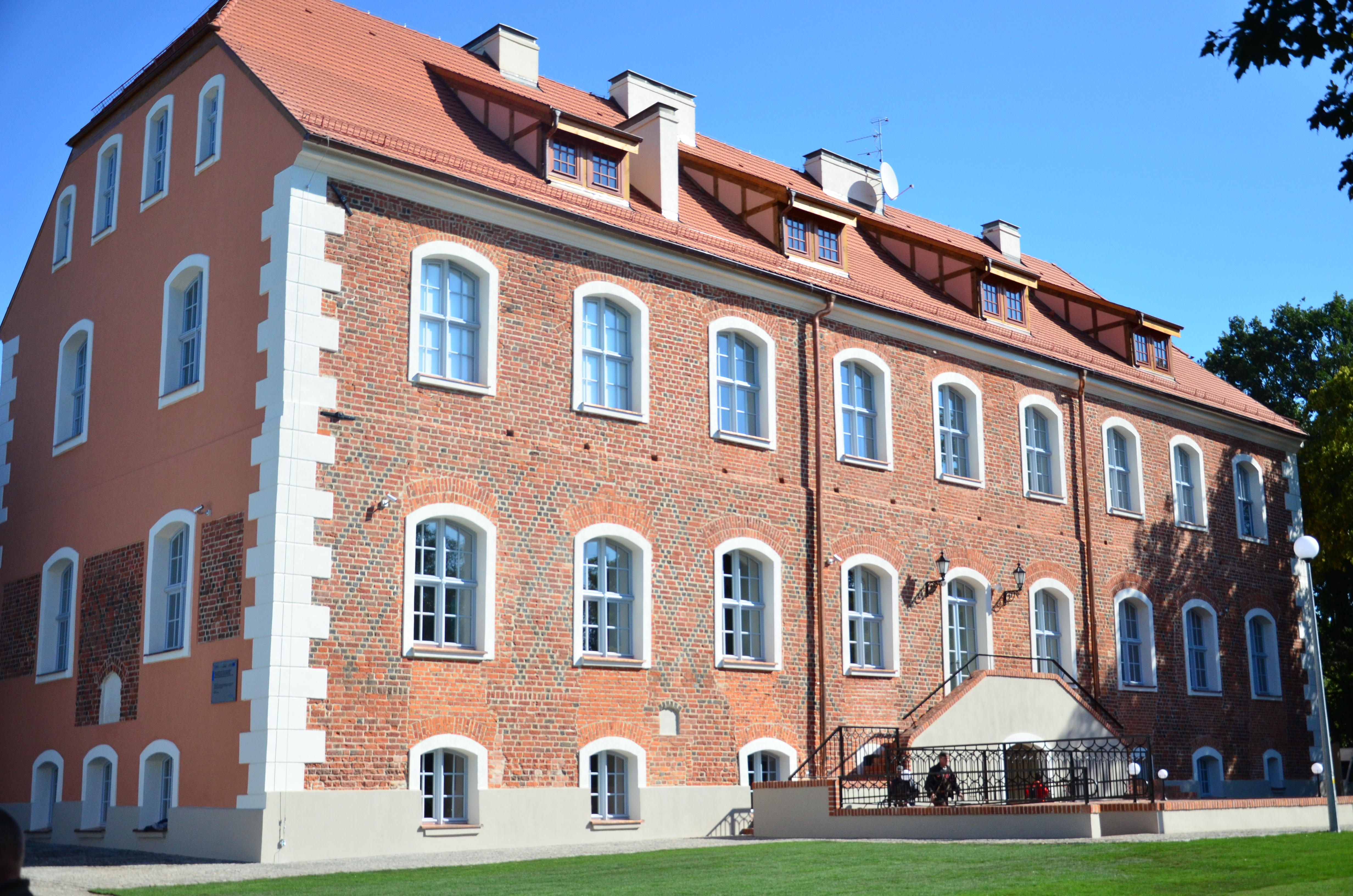
Zamek Książąt Pomorskich (XIV w.)

Cały obszar Starego Miasta został wpisany do rejestru zabytków.
Zabytki chronione prawem w Szczecinku:
- Wieża kościelna św. Mikołaja – budowla z XVI wieku, jedyna pozostałość po późnogotyckim kościele pw. św. Mikołaja, rozebranego w 1909 roku. Od 1914 i ponownie od 1958 roku budynek należy do Muzeum Regionalnego. Można ją zwiedzać z przewodnikiem po wcześniejszym umówieniu się.
- Kościół Narodzenia NMP – neogotycki kościół (wzorowany na gotyku północnoniemieckim), został wybudowany w latach 1905–1908, posiada wieżę o wysokości 78 m. Świątynia posiada część wyposażenia, przeniesionego ze starego kościoła św. Mikołaja, m.in. wapienne epitafium Doroty A. Westreglen z 1621 r., żony starosty szczecineckiego Piotra Somnitza oraz na galeriach sześć mosiężnych żyrandoli-pająków z pierwszej połowy XVII w. W kościele znajdują się wybudowane w 1908 roku organy P. B. Voelknera. Jest to jeden z niewielu instrumentów tego typu w najbliższym regionie[24].
- południowe skrzydło Zamku Książąt Pomorskich (ul. Adama Mickiewicza 2A) – pochodzi z pierwszej połowy XIV wieku i zbudowane zostało w miejscu wcześniejszego grodziska słowiańskiego. Początkowo zamek znajdował się na wyspie jeziora Trzesiecko, lecz po obniżeniu poziomu wód znalazł się na półwyspie. Obecnie w zamku mieszczą się sale konferencyjne, hotel i restauracja.
- parafialna cerkiew prawosławna pw. Świętej Trójcy (ul. Szkolna 6) – dawniej dom Gminy Ewangelickiej
- budynek dawnej szkoły miejskiej (gimnazjum) wzniesiony w stylu eklektycznym w latach 1879–1880, usytuowany na północny zachód od dawnego rynku miejskiego (Plac Wolności), w północnej pierzei ul. Szkolnej 1.
- spichlerz (pl. gen. Józefa Sowińskiego 4) – obecny spichlerz został wybudowany ok. 1850 roku. Dolne partie murów, od strony Niezdobnej, wykonano z kamienia polnego, górne z wyjątkiem ścian szczytowych są szachulcowe z wypełnieniem ceglanym.
- spichlerz (ul. Junacka)
- budynek dawnego urząd powiatowego (ul. 3 maja 2)
- Park Miejski w Szczecinku położony wzdłuż jeziora Trzesiecko. W najważniejszej swej części założony został w latach 1875–1903 na terenie wcześniej zalewanym przez wody jeziora. Najstarsza część parku znajduje się w pobliżu Zamku Książąt Pomorskich. Park rozciąga się wzdłuż całej długości miasta. Jest w nim ok. 2 tys. drzew liczących ponad 100 lat. Do najcenniejszych okazów należą 150-letnie dęby szypułkowe. Oprócz drzew powszechnie spotykanych rosną w nim też liczne drzewa egzotyczne: grujecznik japoński, świerk kłujący, sosna wejmutka, daglezja, tuja, jodła kaukaska, cyprysik, choina kanadyjska. Pod urokiem parku niemiecki kompozytor Richard Strauss napisał operę Daphne w 1934 r.

## Turystyka i rekreacja

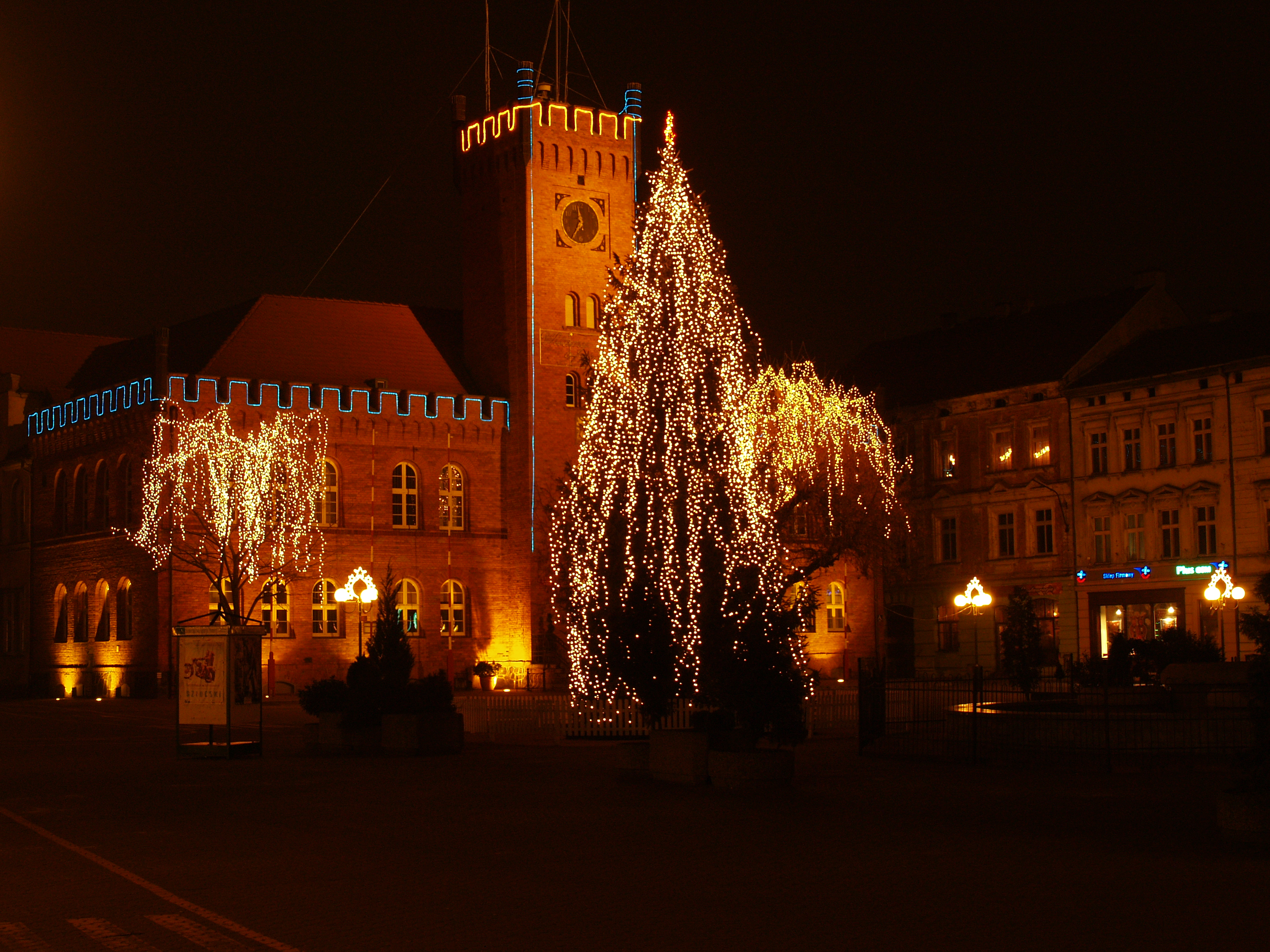
Plac Wolności i szczecinecki Ratusz nocą w okresie Świąt Bożego Narodzenia

W Szczecinku nad jeziorem Trzesiecko wyznaczono 3 letnie kąpieliska. Kąpielisko nr 1 przy ul. Mickiewicza „plaża miejska”, Kąpielisko nr 2 przy ul. Kilińskiego „plaża wojskowa” oraz Kąpielisko nr 3 na „Mysiej Wyspie”, będącej faktycznie półwyspem, na który można dostać się zarówno drogą lądową, jak i wodną, m.in. korzystając z kursującego w sezonie letnim tramwaju wodnego.
Obiekty turystyczne:

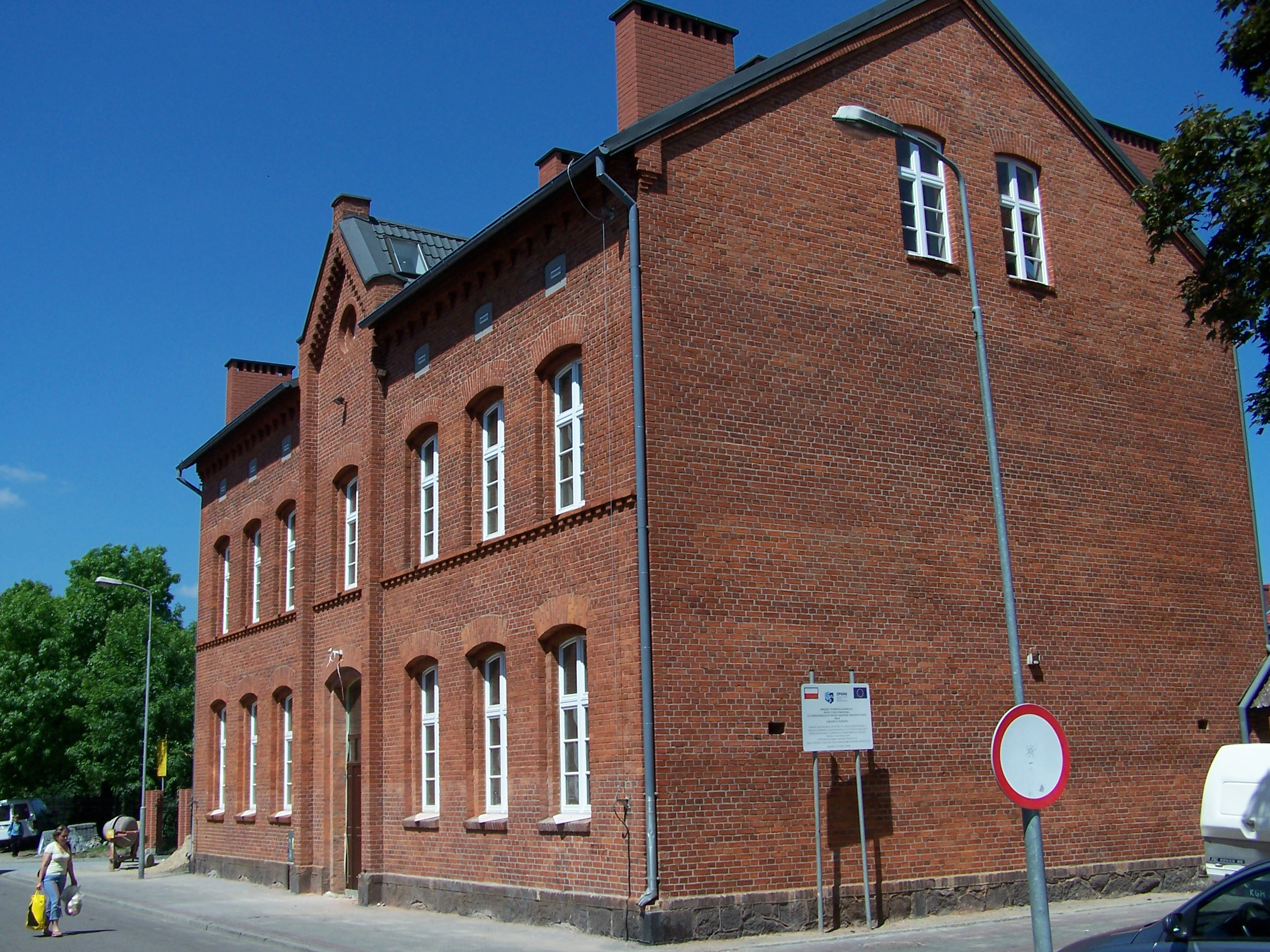
Muzeum Regionalne

- Najdłuższy w Europie wyciąg do nart wodnych o długości 1080 metrów.
- Reprezentacyjny, dwupoziomowy pomost przy zamku, oświetlony wieczorami.
- Plaża miejska z dużym pomostem oraz dodatkowym, głębokim kąpieliskiem o standardach pełnowymiarowego basenu. Przy plaży jest wypożyczalnia kajaków i rowerów wodnych.
- Ratusz w Szczecinku z 1852 r. – neogotycki z elementami romańskimi.
- Dom dyrektorów z XIX wieku – wybudowany dla potrzeb gimnazjum
- Schrony Wału Pomorskiego – wybudowane w latach 1934–1935 na zachód i północ od miasta. W końcu lutego 1945 r., wbrew nadziejom Niemców, nie zdołały one powstrzymać ofensywy wojsk radzieckich, które zajęły miasto i wkrótce potem opuszczoną linię umocnień. Żelbetowe schrony blokowały przesmyk między jeziorami Trzesiecko i Wielimie (łącznie 25 obiektów). Przy drodze do Barwic (droga wojewódzka 172) znajduje się dwukondygnacyjny B-Werk (najlepiej zachowany z 11 tego typu obiektów na Wale Pomorskim). Działa w nim „Muzeum Wału Pomorskiego i II Wojny Światowej”. Duży bunkier jest udostępniony do zwiedzania po wcześniejszym umówieniu.
- Kościół Ducha Świętego – wzniesiony w 1923 r., jako jedyny wówczas katolicki kościół w mieście.
- Cmentarz wojenny (przy ul. Władysława Cieślaka) – na cmentarzu w zbiorowych mogiłach spoczywa 4.429 żołnierzy radzieckich z 2 Frontu Białoruskiego oraz 39 żołnierzy polskich z 1 Armii Wojska Polskiego. Prochy ich ekshumowano ze 143 miejscowości i pobojowisk województw koszalińskiego, słupskiego i pilskiego. Przytłaczająca większość z nich to mogiły bezimienne. Na cmentarzu wznosi się pomnik, symbolizujący przełamanie pierścienia umocnień Wału Pomorskiego.
- Cmentarz żydowski w Szczecinku
- Kalwaria Szczecinecka
- Wzgórze św. Jerzego
- Wieża Przemysława II (Bismarcka) z l. 1910–1911, zbudowana na miejscu dawnego grodziska słowiańskiego
- Koszary poniemieckie/poradzieckie przy ulicach Kościuszki i Słowiańskiej
- Muzeum Regionalne znajduje się w nowej siedzibie przy ulicy Szkolnej, w pobliżu centrum. Prezentuje ono zarówno zbiory dotyczące regionu, jak i wystawy czasowe bądź stałe na inne tematy (sztuka, historia)
- Plaża na "Mysiej Wyspie" - dobrze zagospodarowana plaża z placem zabaw, z widokiem na Szczecinek, przystrojona sztucznymi palmami. Można tu dojechać rowerem, samochodem lub dojść pieszo. Latem działa tu bar z przekąskami i grillowisko.
- Skatepark
- Basen kryty
- Ścianka wspinaczkowa (pod dachem)
- Korty tenisowe
- Grota solna
- Strefa aktywnego wypoczynku nad oczkiem wodnym (przy ul. Kopernika), z wiatami do grillowania, placem zabaw oraz strefą muzyki dla dzieci (parkowe instrumenty muzyczne).

### Pomniki

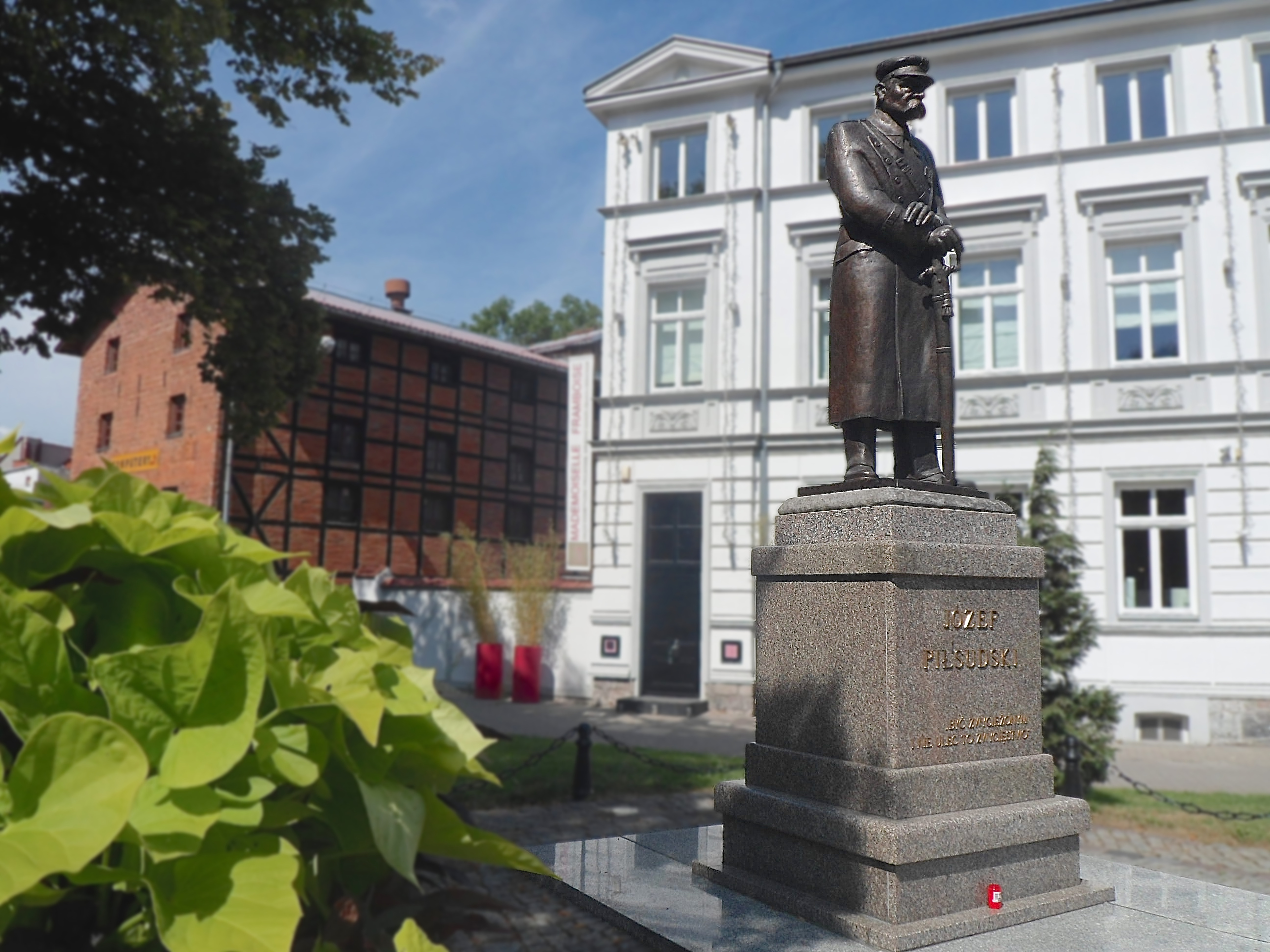
Pomnik Józefa Piłsudskiego

- Pomnik Marszałka Józefa Piłsudskiego,
- Pomnik Zdobywców Wału Pomorskiego – łańcuchy otaczające ten pomnik pochodzą z pancernika Gneisenau,
- Pomnik Żołnierzy II Wojny Światowej,
- Pomnik J.S. Kaulfussa (poł. XIX w.) – pomnik poświęcony jest pamięci wybitnego dyrektora szczecineckiego gimnazjum w latach 1824–1832. Dzięki niemu gimnazjum szczecineckie z podupadającego, zagrożonego likwidacją, stało się znane z wysokiego poziomu nauczania na całym Pomorzu Zachodnim. Zmarłemu przedwcześnie wdzięczni uczniowie wznieśli pomnik z napisem: Tu spoczywa w Bogu Jan Samuel Kaulfuss – jego dobre czyny przeszły na innych.
- Pomnik Adama Giedrysa (odsłonięcie pomnika nastąpiło 10.10.09 r.)
- Pomnik Jana Pawła II przy kościele pw. św. Franciszka z Asyżu przy ul. Bukowej
- Pomnik Obywatela Włapko przy ul. Zielonej (róg Koszalińskiej), na autonomicznym terenie Ossowek[26][27][28][29]
- Posąg kolorowego kruka w Strefie Aktywnego Wypoczynku przy ul. Kopernika
- Kilkumetrowa, gigantyczna figura Księżnej Jadwigi pojawiająca się w parku sezonowo (na imieniny miasta, na przełomie czerwca i lipca)

### Szlaki turystyczne
W parku miejskim swój bieg zaczynają cztery szlaki rowerowe prowadzące po Pojezierzu Szczecineckim:
 – niebieski szlak rowerowy dookoła Jeziora Trzesiecko
 – żółty szlak rowerowy Zaczarowane Pejzaże,
 – czarny szlak rowerowy Nizica,
 – czerwony szlak rowerowy Jeziora Szczecineckie,
 – zielony szlak rowerowy Dolina Parsęty.
Dodatkowo, w południowej części miasta rozpoczyna się  ścieżka przyrodnicza Las Klasztorny o długości 3,8 km

## Demografia
Struktura demograficzna mieszkańców Szczecinka według danych z 31 grudnia 2007:
| Opis                                | Ogółem | Ogółem | Kobiety | Kobiety | Mężczyźni | Mężczyźni |
| ----------------------------------- | ------ | ------ | ------- | ------- | --------- | --------- |
| Jednostka                           | osób   | %      | osób    | %       | osób      | %         |
| Populacja                           | 38 488 | 100    | 20 253  | 52,62   | 18 235    | 47,38     |
| Wiek przedprodukcyjny (0–17 lat)    | 7370   | 19,15  | 3581    | 9,3     | 3789      | 9,84      |
| Wiek produkcyjny (18–65 lat)        | 25 170 | 65,4   | 12 509  | 32,5    | 12 661    | 32,9      |
| Wiek poprodukcyjny (powyżej 65 lat) | 5948   | 15,45  | 4163    | 10,82   | 1785      | 4,64      |

Piramida wieku mieszkańców Szczecinka w 2014 roku.

## Gospodarka
| Rodzaj             | Powierzchnia | %      |
| ------------------ | ------------ | ------ |
| Grunty orne        | 920 ha       | 72,56% |
| Łąki               | 242 ha       | 19,09% |
| Pastwiska          | 100 ha       | 7,89%  |
| Sady               | 6 ha         | 0,47%  |
| Razem użytki rolne | 1268 ha      | 100%   |

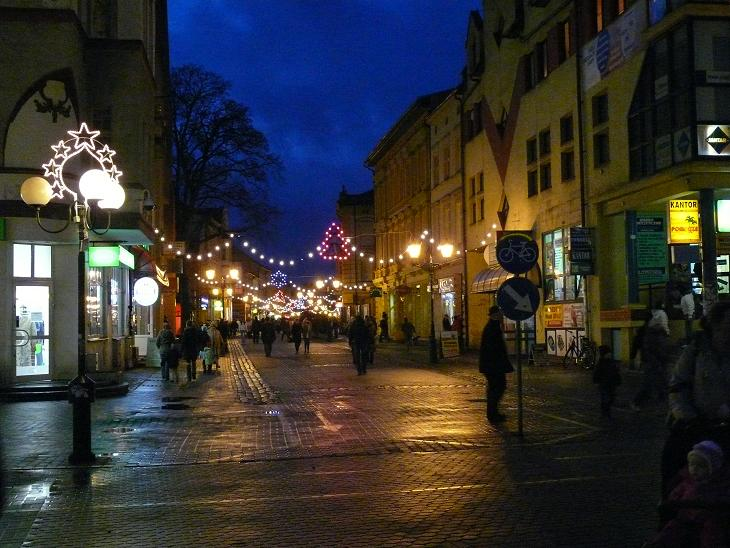
Ul. Bohaterów Warszawy nocą

Na terenie miasta ustanowiono podstrefę Szczecinek – Słupskiej Specjalnej Strefy Ekonomicznej, która obejmuje 9 kompleksów o łącznej powierzchni 95,51 ha. Tereny podstrefy zlokalizowane są w różnych częściach miasta (ul. Ludwika Waryńskiego, ul. Gabriela Narutowicza, ul. Koszalińska, ul. Harcerska). Przedsiębiorcy podejmujący działalność gospodarczą na terenie podstrefy mogą skorzystać z pomocy publicznej w formie zwolnienia z części podatku dochodowego CIT lub części dwuletnich kosztów pracy.
Miasto posiada 3 centra handlowe. W Szczecinku działa 1 hipermarket (Kaufland), kilkanaście supermarketów oraz 3 markety budowlane.
W miejscowości działało Państwowe Gospodarstwo Rybackie Szczecinek.

## Transport

### Transport drogowy
Szczecinek położony jest na przecięciu dróg krajowych: rozłożonej południkowo nr 11 (Bytom – Kołobrzeg) z biegnącą równoleżnikowo nr 20 (Stargard – Gdynia). Przez miasto biegnie także droga wojewódzka nr 172.
W mieście istnieje obwodnica łącząca południową (Dworzec PKP, ul.Pilska) z północno-zachodnią (sklep Tesco, ul. Kołobrzeska) częścią miasta. W skład jej wchodzą ulice: Pilska, Sikorskiego, Słowiańska, Cieślaka, Narutowicza, Koszalińska, Kołobrzeska.
Po wybudowaniu drogi ekspresowej S11 jeden z jej odcinków stanie się wschodnią obwodnicą miasta. Wcześniej planowana jest natomiast budowa obwodnicy w ciągu drogi DK11 oraz obwodnicy sąsiedniej Trzesieki}.
Droga krajowa nr 11 do Poznania to ok. 175 km na południe.

### Kolej

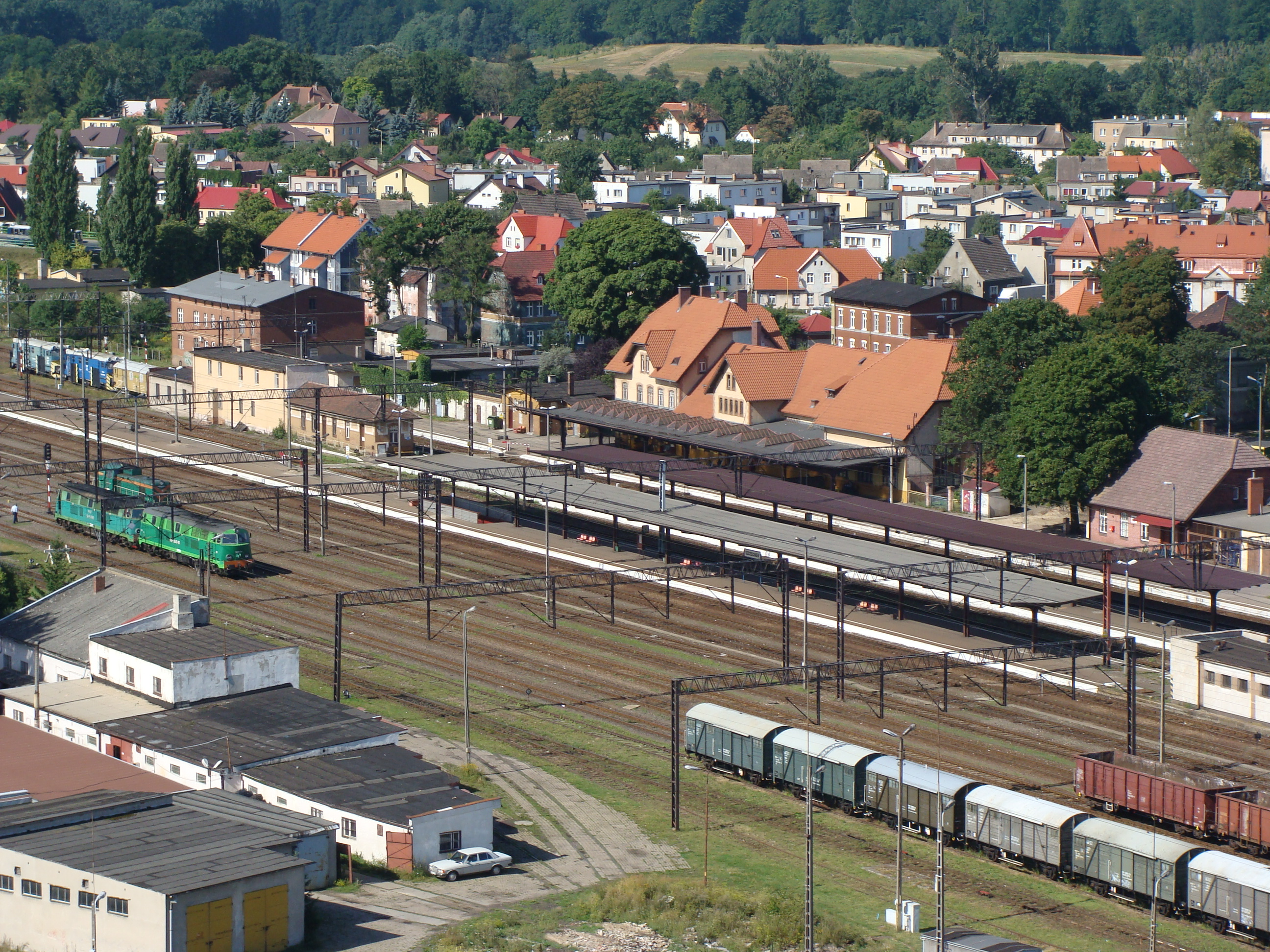
Dworzec kolejowy w Szczecinku

Przez Szczecinek przebiegają następujące linie kolejowe:
- Chojnice – Runowo Pomorskie
- Szczecinek – Kołobrzeg
- Piła – Ustka

Na stacji Szczecinek zatrzymują się wszystkie pociągi dalekobieżne. Natomiast na przystankach Szczecinek Chyże, Szczecinek Bugno oraz Czarnobór (w granicach miasta) zatrzymują się tylko pociągi REGIO.
Szczecinecki dworzec ma trzy perony połączone wyremontowanym przejściem podziemnym.

### Przewozy autobusowe
Komunikację w Szczecinku zapewnia Komunikacja Miejska Spółka z.o.o w Szczecinku. Komunikacja Miejska na terenie miasta jest bezpłatna (od 01.09.2019 r.), a w okolicach zapewnia przedsiębiorstwo PKS Szczecinek, będące firmą prywatną, wykupioną od Powiatu w 2019 r. W Szczecinku można spotkać też autobusy PKS Koszalin, PKS Słupsk, PKS Gryfice, PKS Człuchów i w sezonie KSK Poznań. Dworzec autobusowy znajduje się blisko dworca PKP, przy ulicy Dworcowej, oraz przy kilku przystankach linii KM Szczecinek w centrum oraz przy obwodnicy miasta.
Przejazdy do Szczecina oraz Bornego Sulinowa zapewnia Linia Mikrobusowa „M”, a do Okonka – Baltic Sea Trans.

### Komunikacja miejska

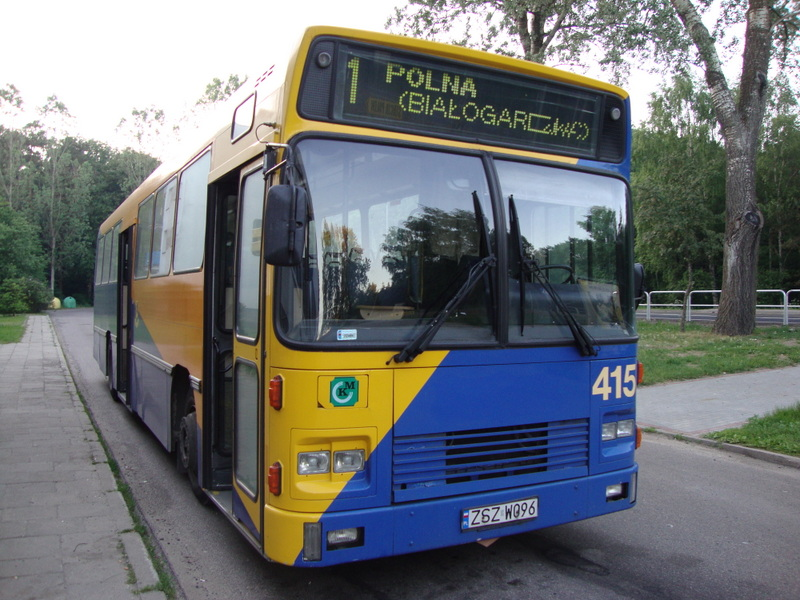
Volvo B10M-60 w taborze KM Szczecinek

Komunikację miejską obsługuje Komunikacja Miejska sp. z o.o. (w Szczecinku), będąca spółką samorządową. Od 01.09.2019 r. korzystanie z komunikacji miejskiej na terenie miasta jest bezpłatne.

### Transport lotniczy
Najbliższymi czynnymi portami lotniczymi są Port lotniczy Szczecin-Goleniów, Port lotniczy Bydgoszcz-Szwederowo, Port lotniczy Poznań-Ławica oraz Port Lotniczy Gdańsk im. Lecha Wałęsy. Planowana jest reaktywacja lotniska Koszalin-Zegrze Pomorskie (jako port lotniczy Koszalin/Kołobrzeg). Natomiast w pobliżu znajdują się dwa lotniska trawiaste głównie dla helikopterów: Marcelin, Wilcze Laski oraz trzy betonowe: Nadarzyce, Wilcze Laski, Czarnobór.
Około 22 km na południowy zachód od miasta w 2013 oddano do użytku wielofunkcyjne, trawiaste lądowisko Borne Sulinowo.

### Komunikacja wodna

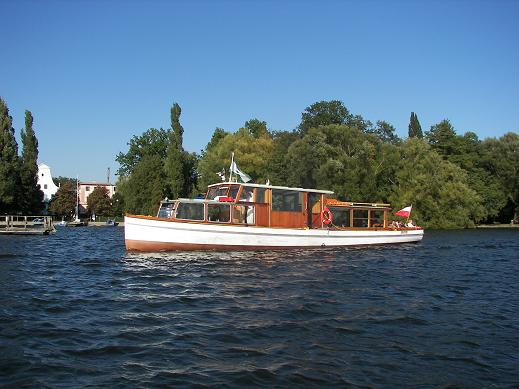
Szczecinecki Tramwaj Wodny

Po jeziorze Trzesiecko kursuje tramwaj wodny Bayern (od lipca 2006 roku Szczecinecki Tramwaj Wodny, od października 2007 także Księżna Jadwiga), zatrzymujący się w 10 punktach w mieście.

## Infrastruktura

### Opieka zdrowotna
- Szpital Powiatowy przy ulicy Kościuszki,
- Pogotowie Ratunkowe przy ulicy Kościuszki,
- Pomorski Ośrodek Diagnostyki Medycznej „Podimed” przy ul. Spółdzielczej 8,
- Powiatowa Stacja Sanitarno-Epidemiologiczna przy ulicy Ordona,
- Wojskowa Specjalistyczna Przychodnia Lekarska Samodzielny Publiczny Zakład Opieki Zdrowotnej przy ulicy Polnej,
- Zakład Opieki Zdrowotnej Zakładu Karnego w Szczecinku przy ulicy Bohaterów Warszawy.

## Oświata
W mieście znajduje się 1 przedszkole publiczne i kilka czynnych przedszkoli niepublicznych oraz 3 żłobki niepubliczne. W Szczecinku mieści się także Szkoła Muzyczna I i II st. im. Oskara Kolberga.

### Szkoły podstawowe
| szkoła                                                    | patron                         | data utworzenia                              | rodzaj szkoły    | adres                                  |
| --------------------------------------------------------- | ------------------------------ | -------------------------------------------- | ---------------- | -------------------------------------- |
| Szkoła Podstawowa nr 1                                    | im. Adama Mickiewicza          | 1927, ponownie 1 września 1945               | szkoła publiczna | plac Wazów 1                           |
| Szkoła Podstawowa nr 4                                    | im. Armii Krajowej             | 1957                                         | szkoła publiczna | ul. Jasna 2                            |
| Szkoła Podstawowa nr 6                                    | im. Zdobywców Wału Pomorskiego | 1966 – z okazji 1000 Lecia Państwa Polskiego | szkoła publiczna | ul. Kopernika 18 ul. Armii Krajowej 29 |
| Szkoła Podstawowa nr 7                                    | im. Noblistów Polskich         | 1991                                         | szkoła publiczna | ul. Krakowska 1                        |
| Zespół Szkół Szkoła Podstawowa nr 5                       | im. Jana III Sobieskiego       | 1960                                         | szkoła publiczna | ul. Wiatraczna 5                       |
| Społeczna Szkoła Podstawowa                               |                                | 1990                                         | szkoła społeczna | ul. Słowiańska 2                       |
| Szkoła Podstawowa przy Prywatnym Liceum Ogólnokształcącym |                                | 1998                                         | szkoła prywatna  | ul. Klasztorna 16                      |

### Gimnazja istniejące do roku 2018
- Gimnazjum nr 1 im. Zjednoczonej Europy
- Gimnazjum nr 2 im. Jana III Sobieskiego
- Gimnazjum nr 3 im. Adama Giedrysa
- Gimnazjum przy Prywatnym Liceum Ogólnokształcącym
- Gimnazjum Integracyjne
- Społeczne Gimnazjum

### Szkoły ponadgimnazjalne

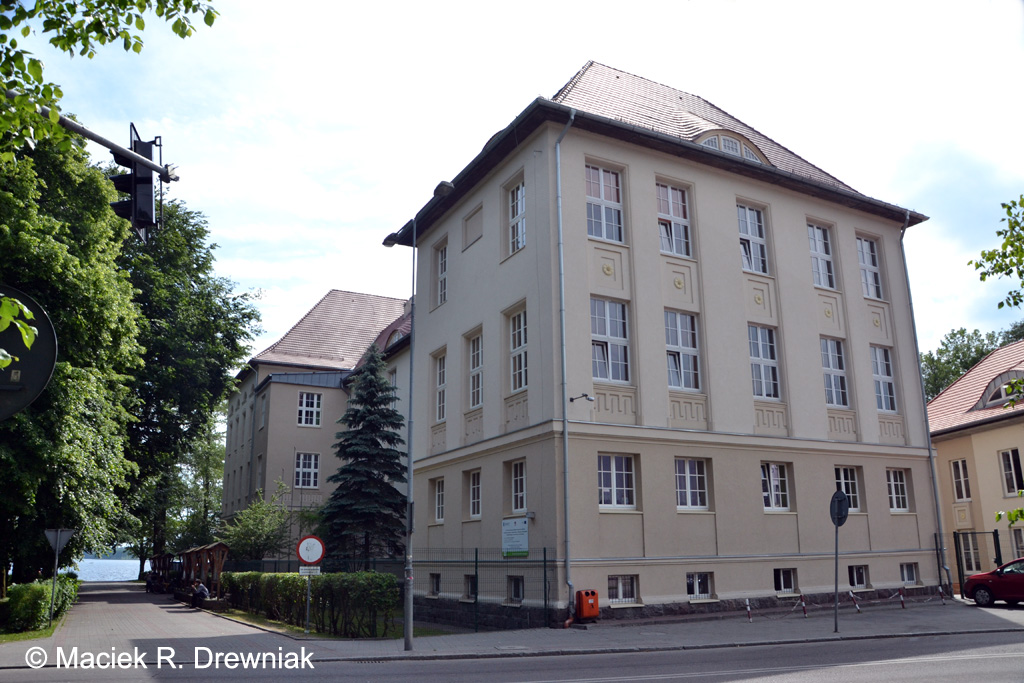
Dawne gimnazjum, ob. I Liceum Ogólnokształcące im. Księżnej Elżbiety

- I Liceum Ogólnokształcące im. Księżnej Elżbiety
- Zespół Szkół Nr 1 im. Komisji Edukacji Narodowej
- Zespół Szkół Nr 3 (dawne technikum budowlane)- wchłonięta przez Zespół Szkół nr 5
- Zespół Szkół Nr 5
- Zespół Szkół Nr 2 im. Księcia Warcisława IV
- Prywatne Katolickie Liceum Ogólnokształcące
- Społeczne Liceum Ogólnokształcące STO
- Zespół Szkół nr 6 im. Stanisława Staszica w Szczecinku

### Szkoły wyższe
- Wyższa Szkoła Kupiecka w Łodzi, wydział zamiejscowy w Szczecinku
- Społeczna Wyższa Szkoła Przedsiębiorczości i Zarządzania w Łodzi, wydział zamiejscowy w Szczecinku
- Politechnika Koszalińska, zamiejscowy Wydział Przemysłu Drzewnego w Szczecinku[40]

## Kultura

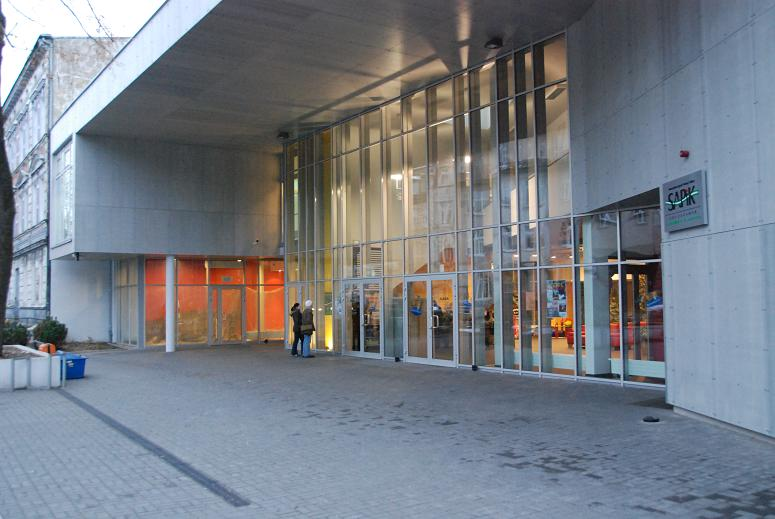
Kino Wolność

Co roku w lipcu odbywa się w Szczecinku widowiskowy Festiwal Balonowy, który jest zlotem miłośników balonów z całego świata i przyciąga setki turystów podziwiających balony lecące nad jeziorem. 
11 stycznia 2007 roku w mieście został oddany do użytku budynek, w którym mieści się kino Wolność, Samorządowa Agencja Promocji i Kultury (SAPiK) i mała sala teatralna.
Promocją miasta i organizacją życia kulturalnego zajmuje się Samorządowa Agencja Promocji i Kultury, powstała z połączenia m.in. Szczecineckiego Ośrodka Kultury i Młodzieżowego Domu Kultury.
Na przełomie czerwca i lipca tradycyjnie odbywają się tzw. Imieniny Miasta, czyli Księżnej Jadwigi.
Pod koniec sierpnia odbywa się Materiafest, festiwal muzyki metalowej, którego nazwa pochodzi od zespołu Materia.
Lokalnymi czasopismami wydawanymi w mieście są: Tygodnik „Temat” oraz czasopismo „Nasz Powiat”. W Szczecinku działa także redakcja Głosu Koszalińskiego, Radia Koszalin, Radia Eska oraz korespondent Głosu Szczecińskiego.
Dwie szczecineckie telewizje kablowe prowadzą własne kanały lokalne (TV Gawex, TV Zachód). Dwa główne portale informacyjne to iszczecinek.pl oraz szczecinek.com.
W Szczecinku toczy się część akcji powieści Spowiedź Lucjana Skobiela autorstwa Eugeniusza Paukszty oraz akcje powieści: Bestia autorstwa Piotra Rozmusa i Wzgórze Wisielców autorstwa Piotra Prokopiaka

## Sport
Swoją siedzibę ma tutaj Miejski Klub Piłkarski Szczecinek (IV liga) oraz klub Wielim Szczecinek (II liga futsalu). Obydwa kluby prowadzą sekcje piłkarskie młodzików i seniorów, aktywnie rozwijając lokalne talenty sportowe.
Mieszkańcy mają dostęp do wielu szkółek sportowych m.in. sztuk walki oraz do sekcji sportowej (np. tenisowej czy pływackiej).
Miasto stało się już tradycyjnym gospodarzem wielu imprez związanych z triathlonem czy pięciobojem.
- Klub Tenisowy Szczecinek
- Klub Triathlon Szczecinek
- Klub Płetwonurków „Murena” w Szczecinku
- Klub Sportów Walki Szczecinek
- Klub Strzelecki Impuls Szczecinek
- Żeglarski Międzyszkolny Klub Sportowy „Orlę”
- Stowarzyszenie Promocji Sportów Motorowych SCS Szczecinek
- Klub Sportów Walki Berserkers Team
- Miejski Klub Sportowy Gryf Szczecinek
- Klub Sportów Walki NAJA KAI
- Stowarzyszenie Sportowe Badminton Szczecinek
- Miejski Klub Sportowy Volley Szczecinek
- Rugby Klub Szczecinek
- Szczecinecki Klub Morsów
- Stowarzyszenie Rowerowy Szczecinek
- Stowarzyszenie Turystyczno Sportowe Pomerania Szczecinek (Lekkoatletyka)

### Obiekty sportowe

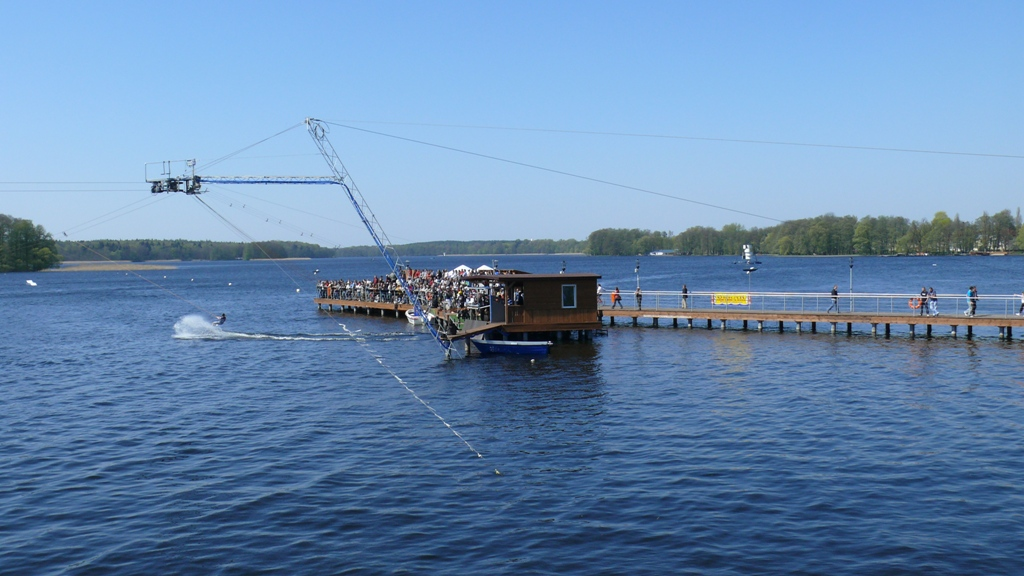
Najdłuższy wyciąg do nart wodnych – Szczecinek

- największy w Europie, a trzeci na świecie wyciąg do nart wodnych (1100 m)[43]
- hala sportowa przy ulicy Wiatracznej (Gimnazjum nr 2)
- basen miejski
- Stadion OSiR
- skate park
- korty tenisowe OSiR
- ścianka wspinaczkowa
- strzelnica sportowa
- hala sportowa przy ulicy Jasnej (Szkoła Podstawowa nr 4)
- hala sportowa przy ulicy Kopernika (Szkoła Podstawowa nr 6)
- hale sportowe przy szkołach
- hala lekkoatletyczna „Ślusarnia”
- boisko do plażowej piłki siatkowej
- hala sportowa przy ulicy Szczecińskiej (ZS1 im. KEN)

## Religia

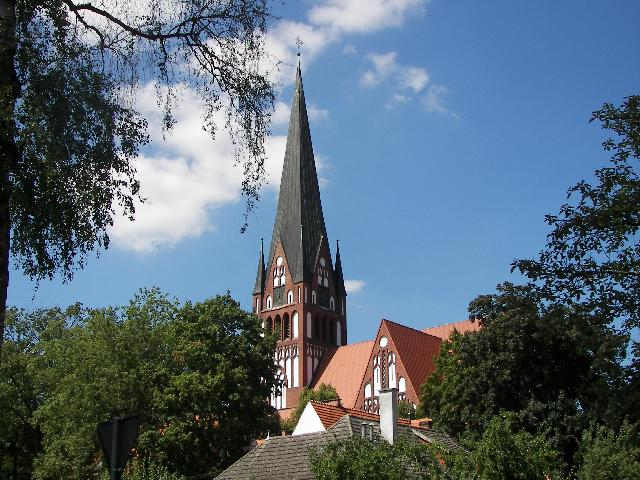
Kościół Mariacki

Na terenie miasta działalność religijną prowadzą następujące Kościoły i związki wyznaniowe:
- Kościół rzymskokatolicki (dekanat Szczecinek):

- parafia Narodzenia Najświętszej Maryi Panny w Szczecinku
- parafia Ducha Świętego w Szczecinku
- parafia św. Rozalii w Szczecinku
- parafia Miłosierdzia Bożego w Szczecinku
- parafia św. Franciszka z Asyżu w Szczecinku
- parafia św. Krzysztofa w Szczecinku
- parafia garnizonowa przy ul. Myśliwskiej (istniała do 2013).

- Kościół greckokatolicki:

- parafia greckokatolicka pw. św. Michała Archanioła (cerkiew św. Michała Archanioła).

- Kościół prawosławny:

- parafia pw. Świętej Trójcy (cerkiew Świętej Trójcy przy ul. Szkolnej 6).

- Kościół Adwentystów Dnia Siódmego w RP:

- zbór przy ul. Bolesława Limanowskiego 6/1

- Kościół Chrześcijan Baptystów w RP:

- zbór przy ul. Tadeusza Kościuszki 64A

- Kościół Ewangelicko-Augsburski w RP:

- filiał Szczecinek Parafii Ewangelicko-Augsburskiej w Koszalinie, w każdą 4. niedzielę miesiąca odbywają się niemieckojęzyczne nabożeństwa w kaplicy przy ul. Wodociągowej

- Kościół Wolnych Chrześcijan w RP:

- zbór przy ul. Warmińskiej 5

- Kościół Zielonoświątkowy w RP:

- zbór „Betel” przy ul. Słonecznej

- Ewangeliczny Związek Braterski w RP:

- zbór przy ul. Mickiewicza 18

- Świadkowie Jehowy (Sala Królestwa przy ul. Przemysłowej 2A)[54][55][56]:

- zbór Szczecinek-Północ
- zbór Szczecinek-Wschód

Miasto w swej historii posiadało dwie synagogi. Pierwsza została wzniesiona w 1828 roku, w 1881 roku została podpalona przez nieznanych sprawców. Na jej miejscu wzniesiono nową synagogę, która została spalona przez bojówki hitlerowskie podczas Nocy kryształowej w 1938 roku.
Cmentarz komunalny znajduje się przy ulicy Cieślaka.

## Administracja

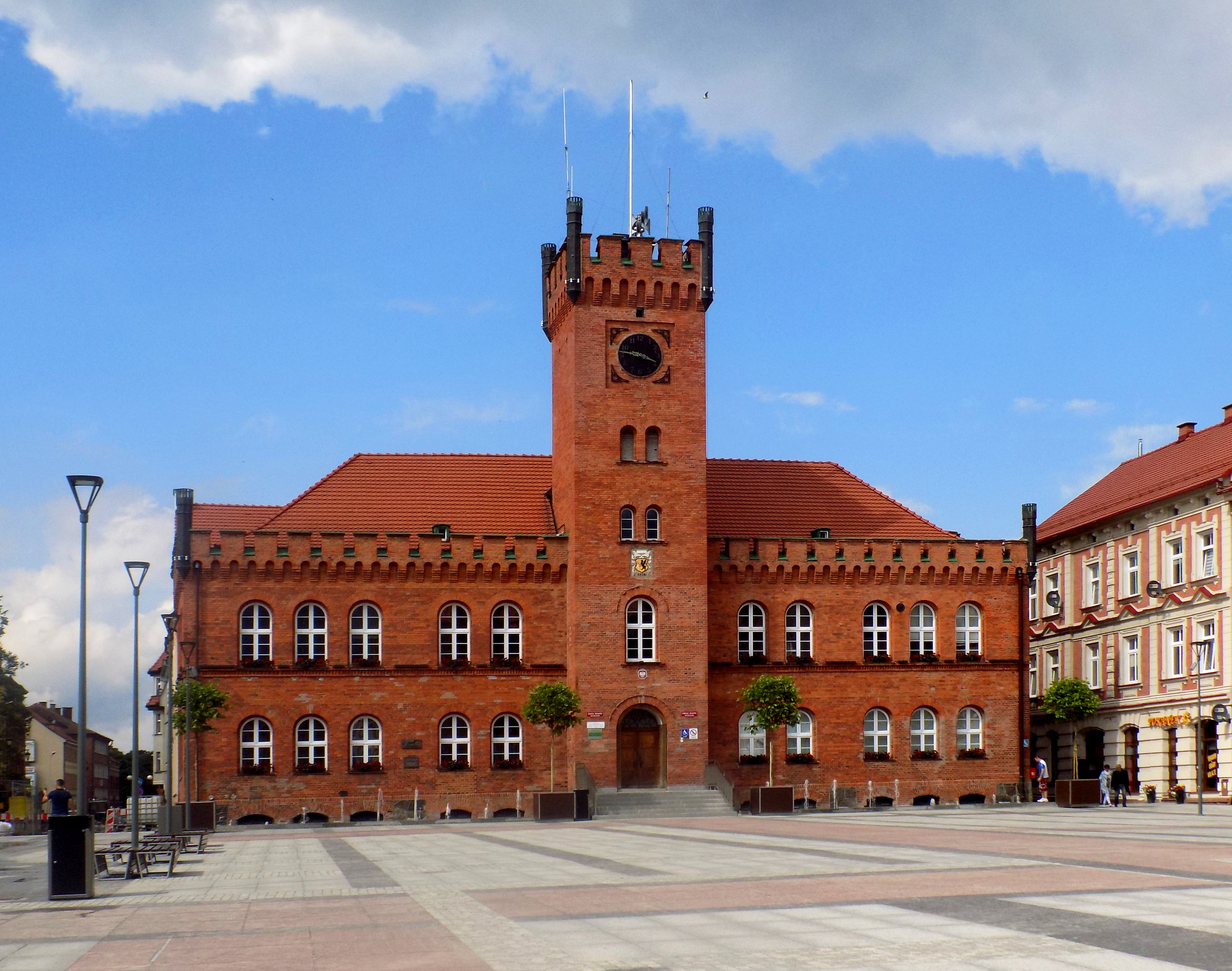
Ratusz w Szczecinku

Szczecinek ma status gminy miejskiej. Mieszkańcy Szczecinka wybierają do swojej rady miasta 21 radnych. Organem wykonawczym władz jest burmistrz. Siedzibą władz miasta jest ratusz na placu Wolności.
Burmistrzowie Szczecinka:
- Marian Tomasz Goliński (PiS) (1990–2005)
- Jerzy Hardie-Douglas (PO) (2006–2018)
- Daniel Rak (KO) (2018–2024)
- Jerzy Hardie-Douglas (poniwnie; bezpartyjny) (od 2024)

W 2016 r. wykonane wydatki budżetu samorządu Szczecinka wynosiły 142,3 mln zł, a dochody budżetu 150,8 mln zł. Zobowiązania samorządu (dług publiczny) według stanu na koniec 2016 r. wynosiły 37,7 mln zł, co stanowiło 25% poziomu dochodów.
Szczecinek jest członkiem Związku Miast Polskich, Komunalnego Związku Celowego Gmin Pomorza Zachodniego „Pomerania” oraz Stowarzyszenia Gmin Pojezierza Drawskiego.
Miasto jest siedzibą Starostwa Powiatu Szczecineckiego oraz władz wiejskiej gminy Szczecinek. W mieście znajduje się także sąd rejonowy i prokuratura rejonowa.

### Podział administracyjny
Rada miasta utworzyła 11 jednostek pomocniczych miasta, którymi są osiedla w większości nazwane według największych ulic: Pilska-Raciborki, Szczecińska-Gdańska, Mickiewicza-Chełmińska, Centrum, Kopernika-Winniczna, Słowiańska-Łódzka, Wodociągowa-Rzeczna, Mierosławskiego-Wiatraczna, Koszalińska-Kołobrzeska, Zachód I, Zachód II.
Szczecinek włączając w swoje granice mniejsze miejscowości posiada także integralne części miasta: Bugno, Chyże, Czarnobór, Opoczyska, Raciborki, Świątki, Trzesieka.

## Współpraca międzynarodowa

### Miasta partnerskie
- Bergen op Zoom – Holandia
- Neustrelitz – Niemcy
- Noyelles-sous-Lens – Francja
- Söderhamn – Szwecja

### Civitas Renaissance
Szczecinek należy do przedsięwzięcia Civitas Renaissance (w ramach europejskiej inicjatywy CIVITAS), zrzeszającego miasta promujące alternatywne formy transportu miejskiego w celu zmniejszenia uciążliwości ruchu drogowego w turystycznych i historycznych miejscowościach, a także ze względu na ochronę środowiska. Oprócz Szczecinka miastami uczestniczącymi w przedsięwzięciu są:
- Bath – Wielka Brytania
- Perugia – Włochy
- Skopje – Macedonia
- Gorna Orjachowica – Bułgaria

## Polityka
Mieszkańcy Szczecinka wybierają 10 z 19 radnych do Rady Powiatu Szczecineckiego. Mieszkańcy wybierają posłów z okręgu wyborczego nr 40 (siedziba Koszalin), senatora z okręgu nr 100, a posłów do Parlamentu Europejskiego z okręgu wyborczego nr 13.
Posłowie do Sejmu RP posiadający biura poselskie w mieście: Małgorzata Golińska (PIS), Radosław Lubczyk (Trzecia Droga), Renata Rak(KO).